# 吳暐
吴暐（1578年—1642年），字中阳，號瞻城，山東济南府泰安州莱芜县人，明朝政治人物。

## 生平
十四年入長垣李化龍之門，二十歲中式萬曆二十五年（1597年）丁酉科山东乡试四十二名舉人，萬曆二十六年（1598年）聯捷戊戌科進士，兵部觀政，授龍安府推官，丁父憂歸。補任河南歸德府推官，三十一年本省同考，三十四年山西同考，三十五年考察去職。三十八年補镇江府推官，四十年擢户部山西司主事，四十二年升郎中，管密云粮储，四十七年五月转河南分守道参议。天启元年（1621年）六月，升湖廣按察司副使，二年考察去職。五年三月起補陕西肅州兵备副使，七年正月升靖虜兵粮道陕西右參政。崇禎二年（1629年），升任陕西按察使，管宁夏兵粮、學政，四年因拾遺去职。回籍丁母憂，服闋，補山西守寧道副使，又陟大同分巡道，被总制卢象升倚为心膂，因忤大璫陳貴，辞官归。崇祯十五年二月二十八日卒，崇祀乡贤。

## 家族
曾祖吴善继。祖吴来朝。父吴鸿洙，万历丙戌進士，叔吴鸿功，万历戊子解元、己丑進士。弟吴晖与堂弟吴曙（吴鸿渐子），皆是万历四十年壬子舉人。